# Liste der Bodendenkmäler in Karbach (Unterfranken)
Auf dieser Seite sind die Bodendenkmäler in dem unterfränkischen Markt Karbach zusammengestellt. Diese Tabelle ist eine Teilliste der Liste der Bodendenkmäler in Bayern. Grundlage ist die Bayerische Denkmalliste, die auf Basis des Bayerischen Denkmalschutzgesetzes vom 1. Oktober 1973 erstmals erstellt wurde und seither durch das Bayerische Landesamt für Denkmalpflege geführt wird. Die folgenden Angaben ersetzen nicht die rechtsverbindliche Auskunft der Denkmalschutzbehörde.

## Bodendenkmäler in Karbach
| Lage       | Objekt                                                                                     | Akten-Nr.     | Bild |
| ---------- | ------------------------------------------------------------------------------------------ | ------------- | ---- |
| (Standort) | Siedlung der Hallstattzeit, der frühen und der jüngeren Latènezeit.                        | D-6-6123-0001 |      |
| (Standort) | Körpergräber der Schnurkeramik.                                                            | D-6-6123-0003 |      |
| (Standort) | Bestattungsplatz mit Grabhügeln vorgeschichtlicher Zeitstellung.                           | D-6-6123-0004 |      |
| (Standort) | Siedlung der Linearbandkeramik, der Hallstattzeit, der jüngeren Latènezeit                 | D-6-6123-0017 |      |
| (Standort) | Siedlung der Urnenfelderzeit, der Hallstattzeit und der jüngeren Latènezeit.               | D-6-6123-0018 |      |
| (Standort) | Bestattungsplatz mit Grabhügeln vorgeschichtlicher Zeitstellung.                           | D-6-6123-0045 |      |
| (Standort) | Siedlung vor- oder frühgeschichtlicher Zeitstellung.                                       | D-6-6123-0061 |      |
| (Standort) | Befunde des Mittelalters und der frühen Neuzeit im Bereich der Kath. Pfarrkirche St. Vitus | D-6-6123-0062 |      |
| (Standort) | Bestattungsplatz mit Grabhügeln vorgeschichtlicher Zeitstellung.                           | D-6-6123-0095 |      |
| (Standort) | Bestattungsplatz mit Grabhügeln vorgeschichtlicher Zeitstellung.                           | D-6-6123-0096 |      |
| (Standort) | Bestattungsplatz mit Grabhügel vorgeschichtlicher Zeitstellung.                            | D-6-6123-0098 |      |
| (Standort) | Bestattungsplatz mit Grabhügel vorgeschichtlicher Zeitstellung.                            | D-6-6123-0100 |      |
| (Standort) | Wallgraben-Anlage vorgeschichtlicher Zeitstellung.                                         | D-6-6123-0105 |      |
| (Standort) | Siedlung der Hallstattzeit. Regierungsbezirk Unterfranken                                  | D-6-6124-0030 |      |